# ایستگاه متروی جیانان رود
ایستگاه متروی جیانان رود (به لاتین: Jiannan Road metro station) یکی از ایستگاه‌های متروی تایپه است.